# Minettia filippovi
Minettia filippovi is een vliegensoort uit de familie van de Lauxaniidae. De wetenschappelijke naam van de soort is voor het eerst geldig gepubliceerd in 1998 door Shatalkin.